# آب‌انبار سید باقر
آب‌انبار سید باقر نام آب‌انباری تاریخی مربوط به دوره قاجار است و در بردسکن، خیابان قائم، خیابان سید باقر، جنب شهرداری بردسکن واقع شده و این اثر در تاریخ ۱۷ مرداد ۱۳۸۳ با شمارهٔ ثبت ۱۱۰۳۴ به‌عنوان یکی از آثار ملی ایران به ثبت رسیده‌است. این آب‌انبار در مرکز شهر بردسکن واقع شده و به همت فردی بنام سید باقر موسوی ساخته شده که به همین نام مشهور است. ساختار معماری این آب‌انبار دارای ۲۲ پلهٔ آجری ورودی به پاشیر آب‌انبار را امکان‌پذیر می‌سازد و از ویژگی‌های آن وجود ۲ بادگیر که یکی بادگیر ۴ طرف بر فراز گنبد مخروطی آب‌انبار و دیگری به ارتفاع ۳ متر از پای دور گنبد مخروطی به جهت شرق ساخته و ورود هوای مناسب را به مخزن امکان‌پذیر می‌سازد که نقش به سزایی در سرد ماندن آب مخزن داشته‌است.

## نگارخانه

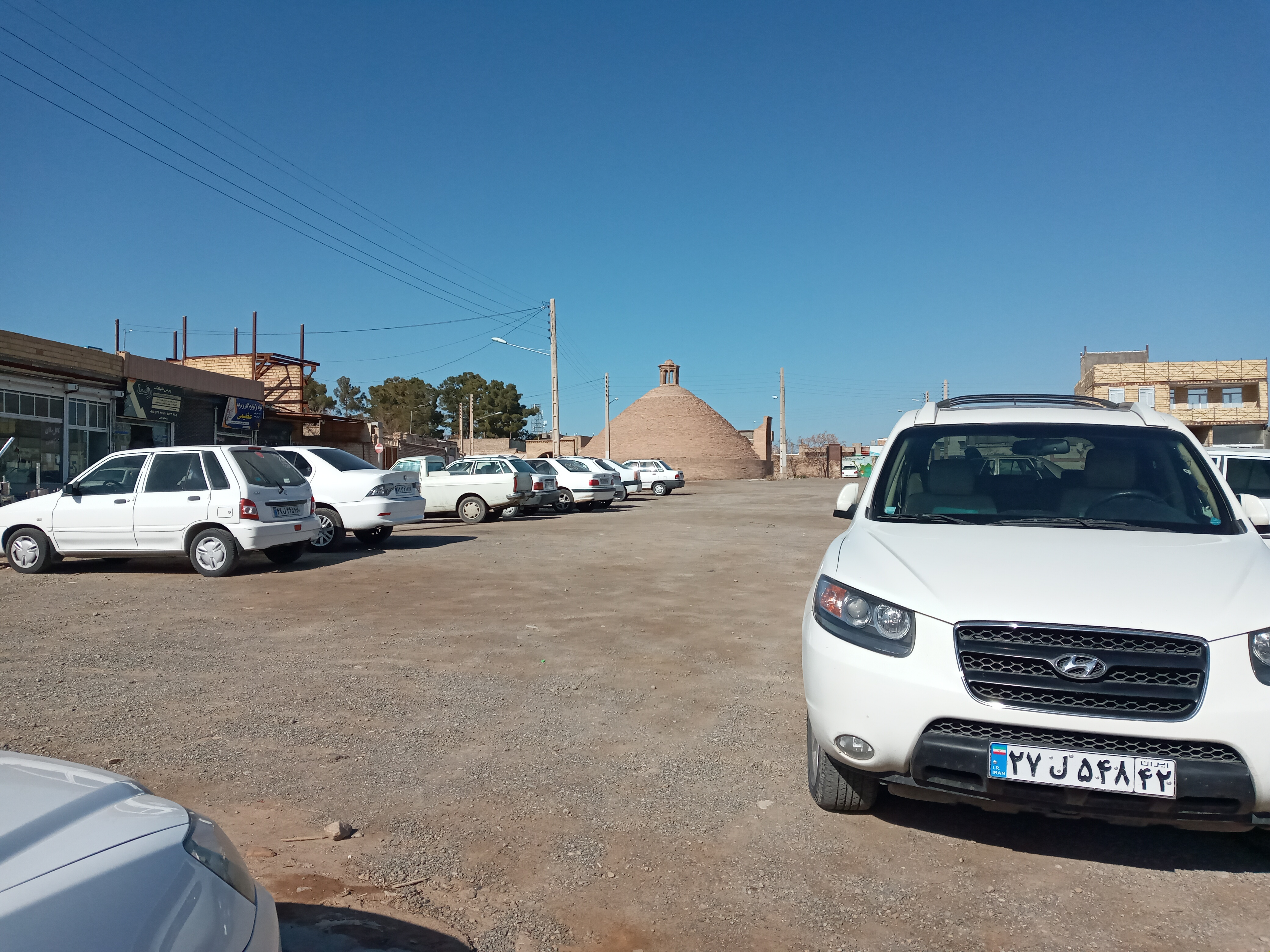
نمایی از آب‌انبار
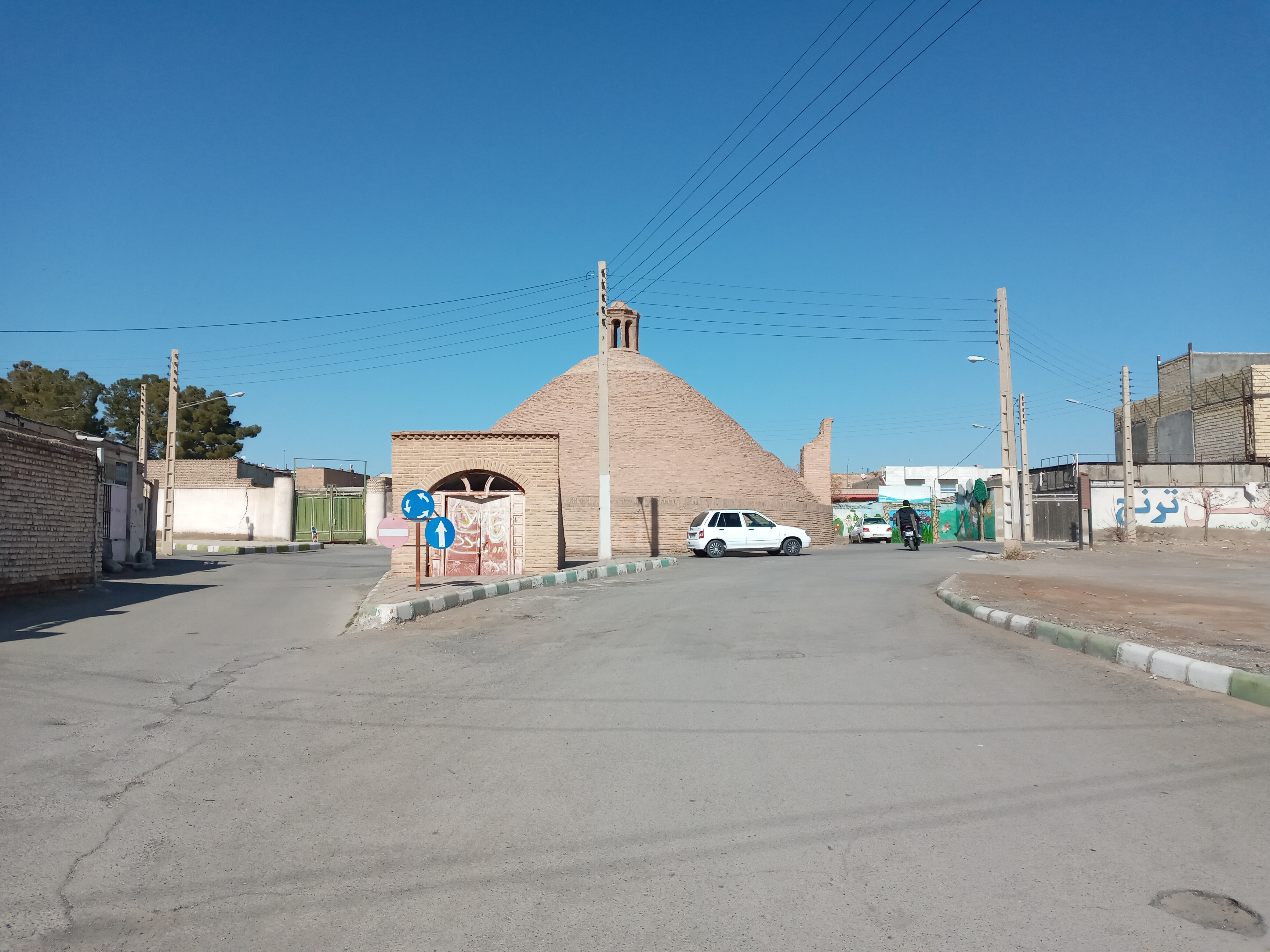
نمایی از آب‌انبار
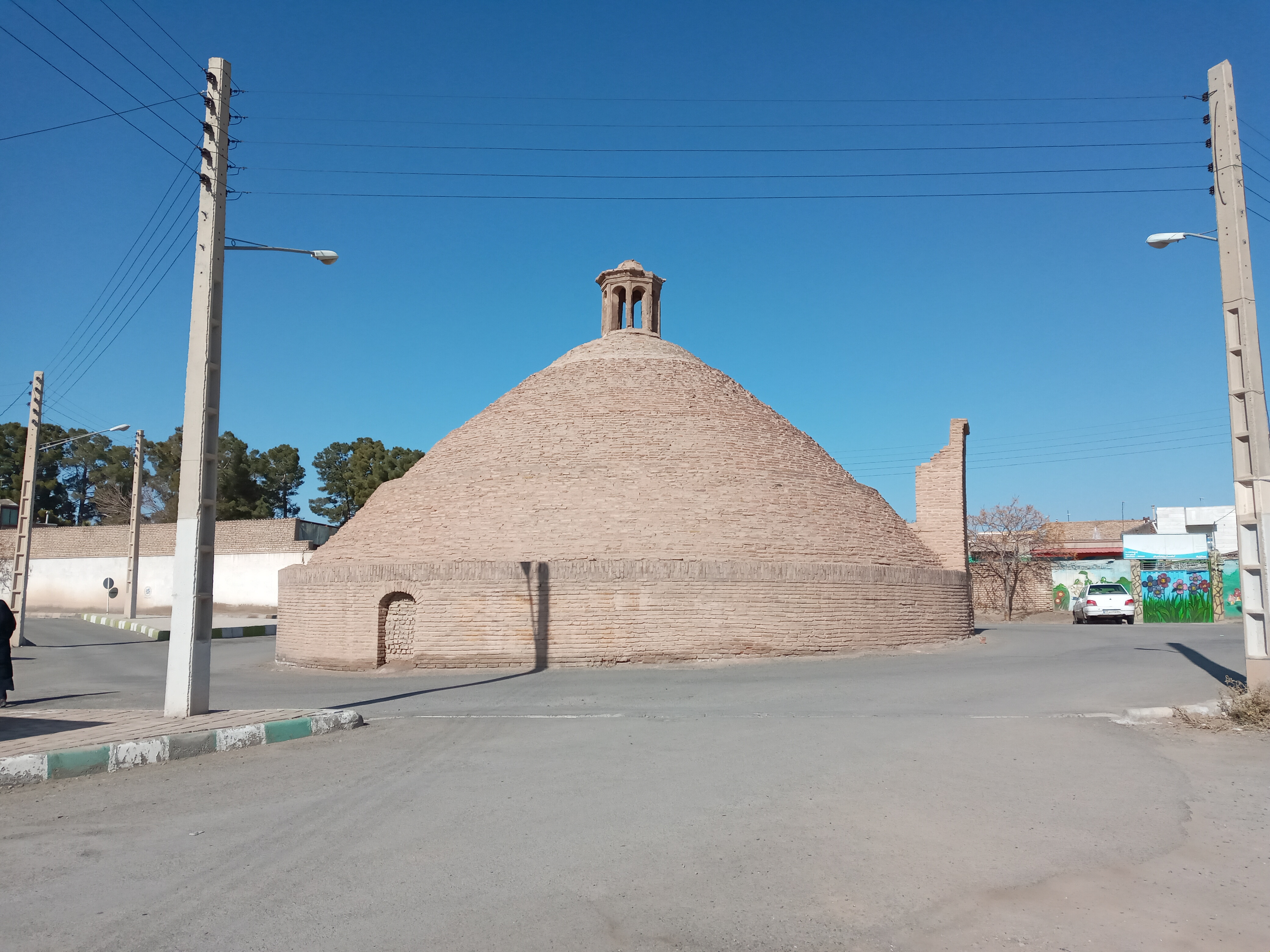
نمایی از آب‌انبار
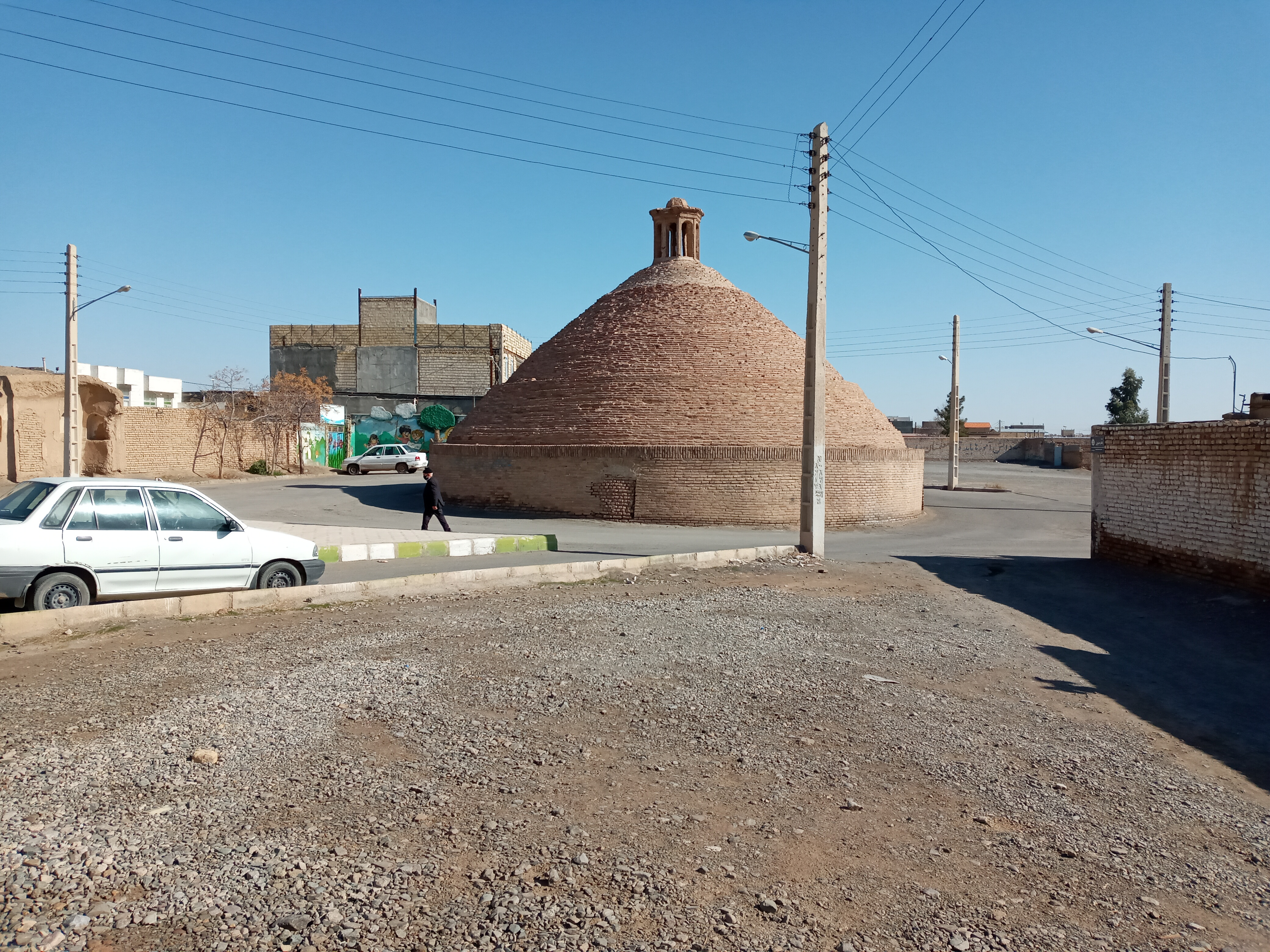
نمایی از آب‌انبار
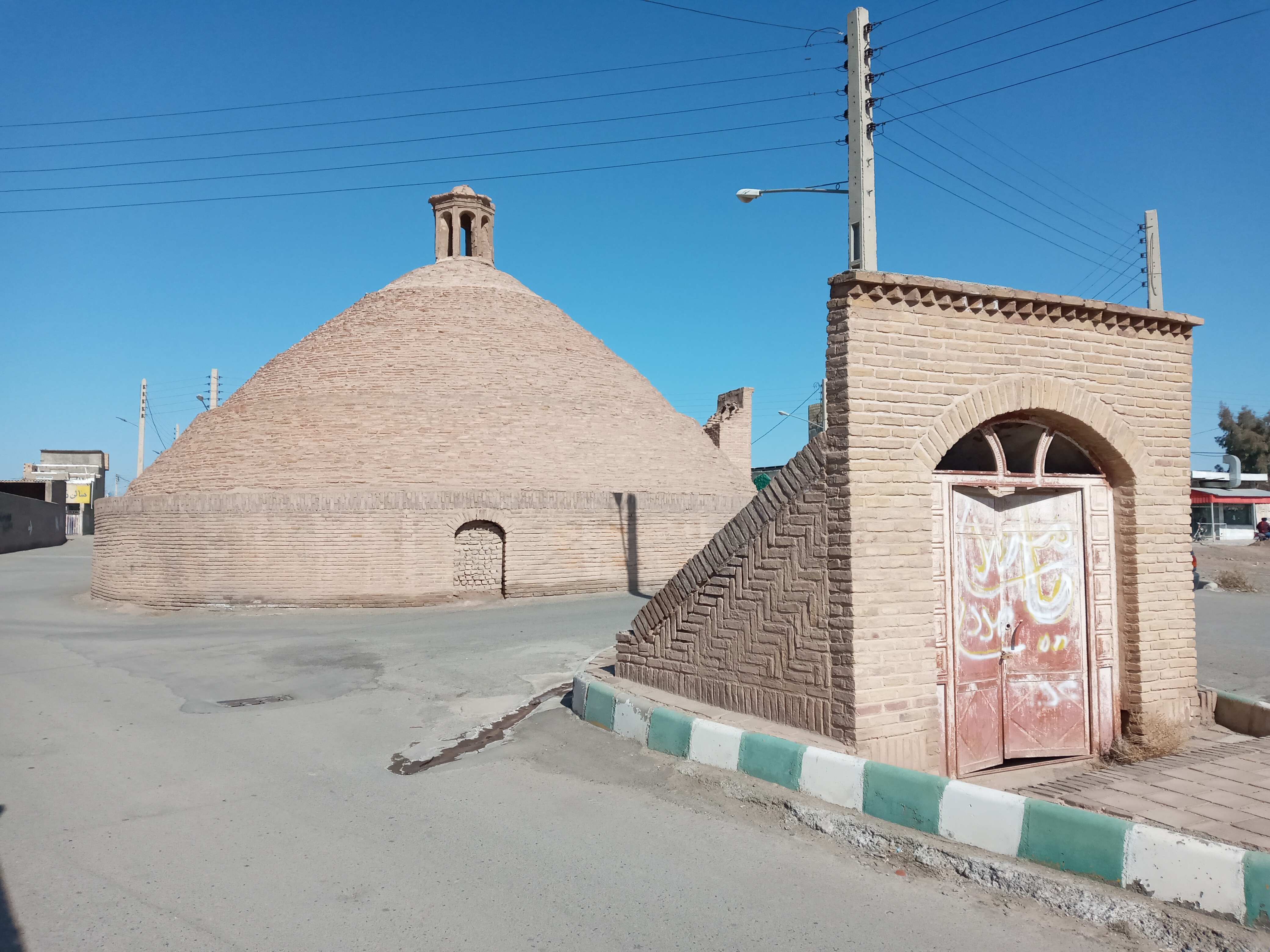
نمایی از آب‌انبار
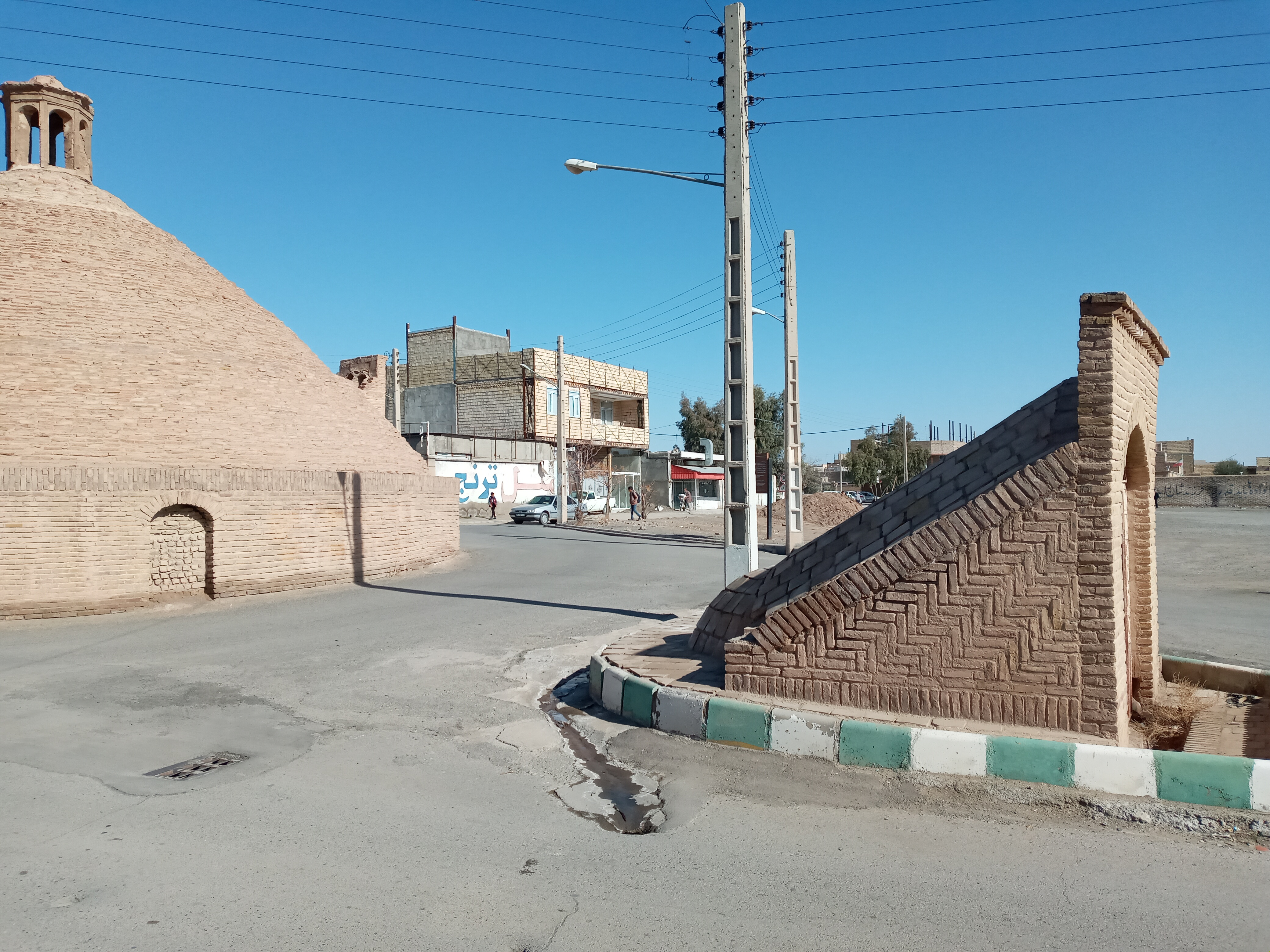
نمایی از آب‌انبار
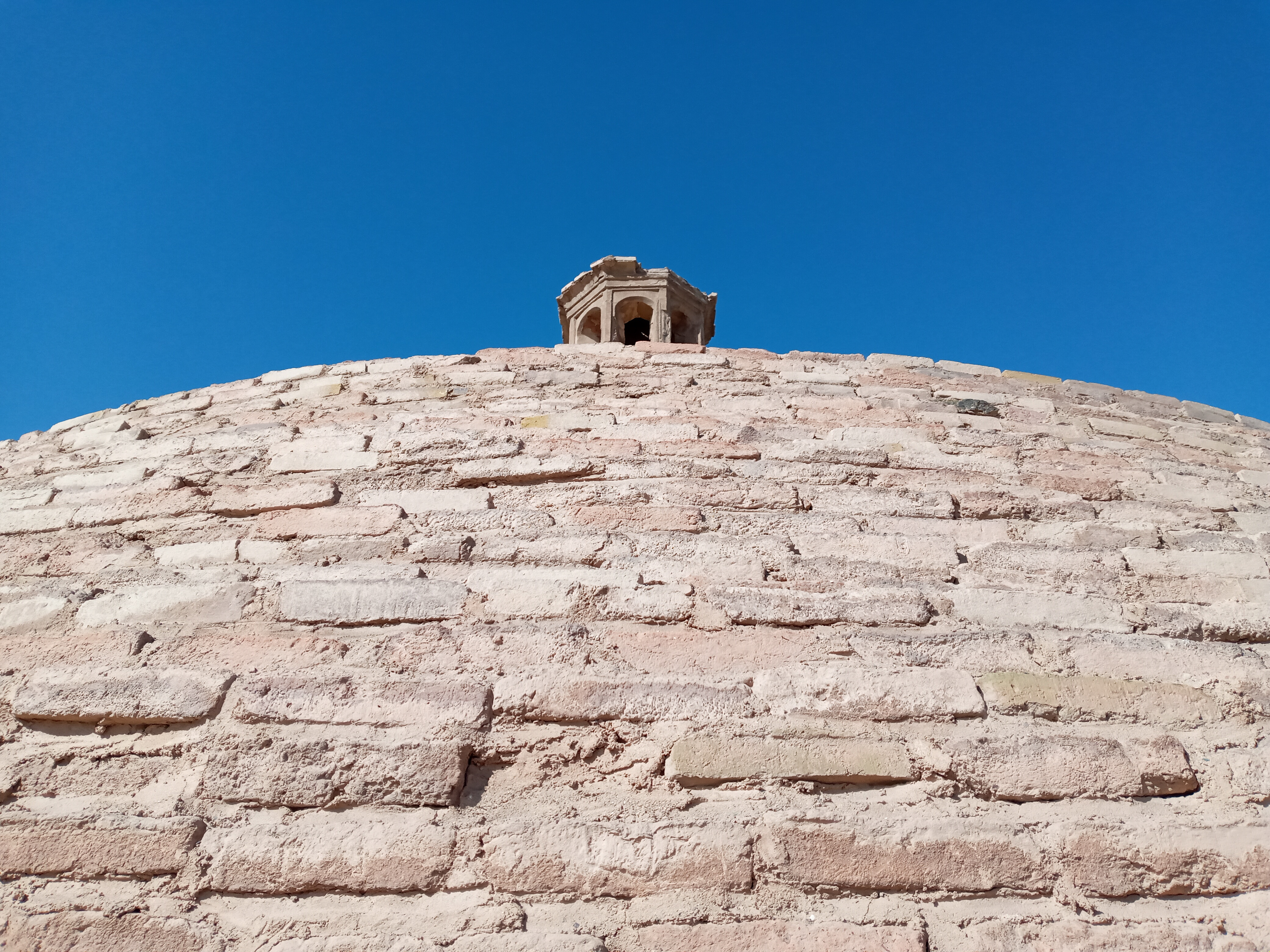
نمایی از آب‌انبار
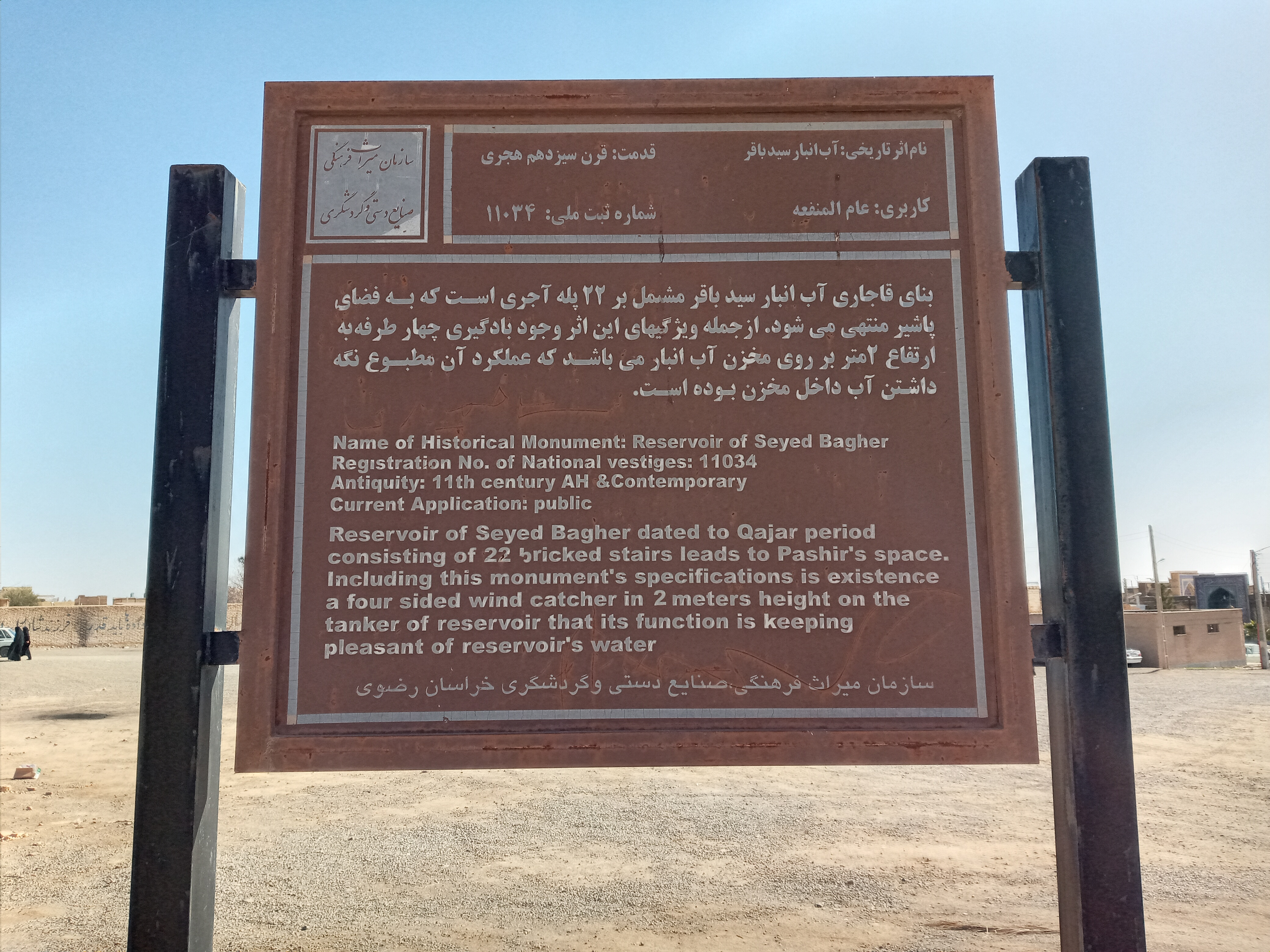
تابلوی ثبت‌ملی آب‌انبار